# Torymus xanthopus
Torymus xanthopus är en stekelart som först beskrevs av Schulz 1906.  Torymus xanthopus ingår i släktet Torymus och familjen gallglanssteklar. Inga underarter finns listade i Catalogue of Life.